# عبد الصمد سلطان سلاغور
السلطان عبد الصمد بن رجا عبد الله (1804 - 6 فبراير 1898) كان رابع سلاطين سلاغور.
ولد راجا عبد الصمد في عام 1804 في بوكيت ملاواتي في سلاغور ابن راجا عبد الله بن السلطان إبراهيم شاه، الأخ الأصغر للسلطان محمد شاه. استمر حكمه 41 عامًا من عام 1857 حتى وفاته عام 1898. في عهده شهدت البلاد عدة أحداث، أهمها: الحرب الأهلية الوحيدة في سلاغور، وبناء كوالالمبور، وإصدار علم سلاغور وشعار النبالة، وبدء التدخل البريطاني في شؤون ولاية سلاغور.

## وفاته
توفي السلطان عبد الصمد في 6 فبراير 1898 عن عمر يناهز 93 عامًا بعد أن حكم لمدة 41 عامًا. ودُفن في ضريحه في بوكيت جوجرا. كان لديه 12 طفلاً: 6 أمراء و6 أميرات من زوجتين. توفي ابنه راجا مودا راجا موسى وريثه الظاهر في حياته عام 1884. وخلفه راجا سليمان شاه بن راجا موسى.

## ميراثه
سًميت العديد من الأماكن باسمه منها: مبنى السلطان عبد الصمد في كوالالمبور، ومدرسة السلطان عبد الصمد الثانوية في بيتالينغ جايا، ومسجد السلطان عبد الصمد في مطار كوالالمبور الدولي، ومكتبة السلطان عبد الصمد في جامعة بوترا الماليزية.